# 兔田佩克拉
兔田佩克拉（日语：／ Usada Pekora */?）是一位日本虛擬YouTuber，為hololive production的三期生成員，於2019年7月7日出道。其外型近似兔女郎，以遊戲直播為主要活動。

## 人物概述
兔田佩克拉是hololive production三期生（hololive Fantasy）的成员之一，于2019年7月7日出道。兔田佩克拉的设计者为，Live 2D模型由rariemonn765制作，3D模型由制作。
兔田佩克拉人设为喜爱胡萝卜的容易感到寂寞的兔耳美少女，喜欢聊天与电子游戏，主要于YouTube进行聊天及游戏直播。其遊戲風格從動作遊戲《糖豆人：终极淘汰赛》到恐怖遊戲《影廊》都有接觸。自称因崇拜Berryz工房的嗣永桃子而决定加入hololive成为偶像。
兔田佩克拉的相關內容有對應的推特標籤：粉絲的標籤為野兔同盟（野うさぎ同盟）；直播消息的標籤為pekolive（ぺこらいぶ）；相關畫作的標籤為Pekorart（ぺこらーと）。兔田佩克拉的語尾助詞一度影響台灣社群，導致有人會在留言後面加上日文的羅馬拼音。

### 外貌特徵
兔田佩克拉的整體外貌為身著配色為藍白相間的兔女郎服裝的兔耳少女，但本人堅稱自己是兔女郎而非兔子亞人。她的髮色是以淺藍配白色，並且其髮型是綁成麻花辮的雙馬尾，而左右的辮子上則各插著胡蘿蔔；據她本人所述，是為了隨時都能吃到胡蘿蔔才插在辮子裡隨身攜帶。

## 經歷
2019年7月7日，与润羽露西娅一起宣布作为hololive三期生先行出道，并于Twitter开始活动。7月17日，于Youtube进行初次直播。12月14日，首次公布3D模型并进行3D化直播。12月28日，達成YouTube頻道10萬人訂閱。
2020年1月24日，作为hololive成员参加于丰州PIT举行的《hololive 1st Fes.“Non Stop Story”》演唱会。2月16日，在株式会社PANORA舉辦的「会える！ 話せる！ VTuberおしゃべりフェス on バレンタイン ホロライブ編」出演。7月22日，達成YouTube頻道50萬人訂閱。9月24日，兔田佩克拉的累積超級留言金額約8400萬日元，是世界第五高的Vtuber。12月4日，達成YouTube頻道100萬人訂閱。
2021年1月13日，成功以總時數1460萬小時的觀看時數，榮登Stream Hatchet《2020年度 最受矚目的女性實況主排行》第四名。6月2日，達成YouTube頻道150萬人訂閱。11月25日，參與Hololive第一次舉行的三期生專屬演唱會《HOLOLIVE FANTASY 1st LIVE FAN FUN ISLAND》。12月19日，發布新服裝。
2022年8月5日，達成YouTube頻道200萬人訂閱。12月17日，發布新服裝。2023年1月12日，發布3D新服裝。7月29日，被《Fate/Grand Order》邀请作为官方大使。2024年4月1日，自己的母親「佩克拉媽咪」以來賓身份登場，創下18萬多在線人數。
2023年（兔年）啟動長達一整年的「全人類兎化計画」的企劃活動，並於該年的12月6日，在有明體育館舉辦首次個人演唱會「うさぎ the MEGAMI!!」。

## 獲獎與提名
| 年份 | 獎項     | 分類               | 結果 |
| ---- | -------- | ------------------ | ---- |
| 2024 | 遊戲大獎 | 年度網路內容創作者 | 提名 |

## 商業合作列表

### 食品
- クーリッシュ（時乃空）
- 日清食品（湊阿庫婭，大空昴，兔田佩克拉）
- 宮田製菓
- 不二家（兔田佩克拉）
- JEROP

### 飲品
- 明利酒類株式会社（兔田佩克拉）
- クーリッシュ
- Red Bull（凑阿库娅、狮白牡丹）
- 伊豆韮山クラフトビール「反射炉ビヤ」
- 天鷹酒造
- 理系兄弟
- 牧場の夢16度・25度 白銀ノエルVer
- KURAND

### 其他
- 資生堂（時乃空）
- Anideal
- CONVERSE TOKYO
- YAMAHA
- ガスト（時乃空）
- ばくだん焼本舗
- マリオンクレープ
- かっぱ寿司
- めり乃
- E-DINER池袋
- SMILE BASE
- スシロー
- ジャンカラ
- 三麗鷗Hello Kitty合作，Holo一期生三週年演唱會[36]
- SUPER GT　PACIFIC RACING TEAM
- 東京巨蛋城
- 悠遊卡（兔田佩克拉）
- 邪神ころね（つぐのひ）
- ガNET麻雀MJ
- メンヘラフレシア フラワリングアビス(桃鈴音音)
- PhantasyStarOnline2 NEWGENESIS
- アイキス２
- AQUARIUM
- ガラス姫と鏡の従者
- 空気読み
- 神域召喚（兔田佩克拉、拉普拉斯·達克尼斯、小鳥遊琪亞拉、一伊那爾栖）
- 未來戰（HoloMyth）
- 超異域公主連結Re:Dive (hololive en 全員工商)
- 白貓Project(兔田佩克拉、不知火芙蕾雅、白銀諾艾爾、寶鐘瑪琳)
- 暁のブレイカーズ
- うつろにっき
- ヴァルキリーコネクト
- ヴァンガードZERO
- カウンターサイド
- グリモア～私立グリモワール魔法学園～
- ソーセージレジェンド2
- ヘブンバーンズレッド
- ブラウンダスト
- ラクガキキングダム
- DUEL MASTERS PLAY'S
- タワーオブスカイ
- キュービックスターズ
- 陰の実力者になりたくて！マスターオブガーデン
- チュウニズム
- ブラウンダスト
- ルリイロデイズ RURIIRO DAYS ～Heavenly Blue～
- Sound Voltex
- オンゲキ
- テトテ×コネクト
- ダーツライブ・ダーツハイブ共同コラボプロジェクト
- シャドウバース エボルヴ
- Death Stranding 2: On The Beach[37][38]

## 註解
1. ↑  好胡蘿蔔日（いいにんじん日）
2. ↑  超級留言（SuperChat）為Youtube影片直播或首播時，觀看者表達支持的一種捐款（又稱為抖內）機制。